# Acanthogorgia striata
Acanthogorgia striata är en korallart som beskrevs av Nutting 1911. Acanthogorgia striata ingår i släktet Acanthogorgia och familjen Acanthogorgiidae. Inga underarter finns listade i Catalogue of Life.